# Iraila Latorre
Iraila Latorre (Valencia, 1 de julio de 2002 - 10 de marzo de 2014) fue una cantante infantil española que saltó a la fama en 2014 por su interpretación del tema «Diamonds», de Rihanna, en su participación en la primera edición en España del Talent Show La Voz Kids en la cadena Telecinco.
Estando en emisión el programa, Iraila fallece con once años a consecuencia del cáncer que le diagnostican en 2009 y contra el que luchó durante cuatro años, siete meses, y cinco días, compaginando el protocolo de tratamiento de quimioterapia, radioterapia, trasplante de médula ósea, dos intervenciones quirúrgicas, y dos tratamientos experimentales, con sus clases de canto, piano y baile.  Sus padres y amigos crean la Asociación Nacional Iraila, Iniciativas para la Financiación de la Investigación del Cáncer Infantil, el 11 de junio de 2014, cuando tan sólo han transcurrido tres meses desde su fallecimiento, Asociación con la que, entre otras muchas acciones para la lucha contra el cáncer infantil, cabe destacar la financiación de proyectos de investigación por un importe de cerca de € 200 000.

## Biografía
Hija de Juan Latorre y Amparo Ruiz, ya desde los dos años muestra un apasionado interés por las artes escénicas (que hereda de su padre, actor) y por el mundo de la música, marcándose el objetivo de ser cantante y actriz. Estudia en «La Comarcal» de Picasent (Valencia) hasta sexto de primaria, donde recibe clases de canto y piano y forma parte de su agrupación coral. Simultáneamente refuerza su formación de canto en la escuela de música «Divisi» de Valencia durante dos años, asiste a clases de baile en la Academia Show Dance Studio y en la Academia de María Carbonell de Valencia, además de asistir a tres cursos intensivos de verano de Artes Escénicas en La Casa de La Cultura de Picasent. En 2013 recibe clases de técnica vocal en el «Centro de la voz y el lenguaje» de Tania Centeno.

### Carrera artística
Entre 2009 y 2014 muestra sus dotes interpretativas en un cameo teatral sustituyendo al ilustre Constantino Romero, que se descuelga del proyecto por problemas de agenda, con la Compañía Teatral Mandril en "La venganza de los Frik", y en el spot publicitario ”Soy Voluntaria” bajo la realización del CEU San Pablo de Valencia, efectuando varias actuaciones como cantante amateur en Valencia, El Puig, Picasent, Peñíscola, Vinsobres y París. El 18 de mayo de 2013 presenta su primer tema musical propio: "La Comarcal", inspirado en los 40 años de historia de su escuela, La Comarcal de Picassent.
Participa en las pruebas de preselección para el programa El Número Uno, de Antena 3 TV, quedando a las puertas de entrar en el concurso. Obtiene un éxito arrollador en el concurso La Voz Kids de Tele5 TV donde inicia su andadura el 6 de febrero de 2014, interpretando magistralmente el tema "Diamonds" de Rihanna, cautivando a los coaches David Bisbal, Rosario, Malú, Antonio Orozco, a los presentadores Jesús Vázquez y Tania Llasera, así como a técnicos y público en general, que la bautizan como “Rihannita”. La admiración despertada fue tal, que entre bambalinas se llega a escuchar que posee la voz de “mezzo soprano” de Adele, el rango “breathinessel” de Nina Simone, o el efecto “vibrato” de Michael Jackson. Fallece el 10 de marzo de ese mismo año autorizando sus padres la emisión, como homenaje póstumo, del último programa que grabó.

### Evolución de su enfermedad
En agosto de 2009 le es diagnosticado un neuroblastoma Estadio 4 de Alto Riesgo, un cáncer infantil del sistema nervioso, que se trató, sin éxito, mediante las pautas que marcan el protocolo para este tipo de cáncer, dos intervenciones quirúrgicas, un trasplante de médula ósea en el año 2010, y posteriormente dos tratamientos experimentales más que no dieron resultado.
A su muerte, sus padres hacen un llamamiento público para que las muestras de condolencia, en lugar de mostrarse con flores, se muestren con donativos económicos a la asociación Aspanion, de la que es miembro entonces Juan Latorre, el padre de Iraila. Los ingresos obtenidos con la iniciativa son gestionados por Aspanion, que se compromete ante los medios de comunicación a que, por expreso deseo de los padres de Iraila, la recaudación íntegra se destine a la financiación de la investigación del cáncer infantil. Sin embargo, los más de 30 000 € recaudados finalmente no se destinan a ninguna institución, organismo o entidad dedicada a la investigación del cáncer infantil. Esto provoca que Juan Latorre dimita del puesto que ocupa en la junta directiva. Además, estudia con sus abogados la posibilidad de emprender acciones legales contra Aspanion, decidiendo finalmente, junto a su esposa y madre de Iraila, abandonar esta vía ante el riesgo de dañar la imagen no sólo de Aspanion, sino también de su hija Iraila, la de Mediaset y la de La Voz Kids, y especialmente, la de la lucha contra el cáncer infantil, y la de los propios niños pacientes oncológicos .

## Asociación Nacional Iraila
El 11 de junio de 2014, tres meses después de la muerte de Iraila, sus padres, junto a Nick Skelton, su músico de cabecera, y otros amigos, crean la Asociación Nacional "Iraila, Iniciativas para la Financiación de la Investigación del Cáncer Infantil" con la finalidad principal de realizar eventos artísticos y/o deportivos que tendrán como destino principal la recaudación de fondos para la financiación de proyectos de investigación sobre el cáncer infantil, así como proyectos que ayuden a mejorar la calidad de vida de los niños enfermos de cáncer. Pocos meses después de su fundación, la madre de Iraila abandona la asociación, quedando al frente de la misma su padre, Juan Latorre, que la preside desde sus inicios y hasta su disolución el 31 de diciembre de 2021, dejando tras de sí una larga historia de iniciativas que dan como resultado la financiación de numerosos proyectos de investigación contra el cáncer infantil por valor de cerca de 200.000€ .